# Alonso Luis Fernández de Lugo

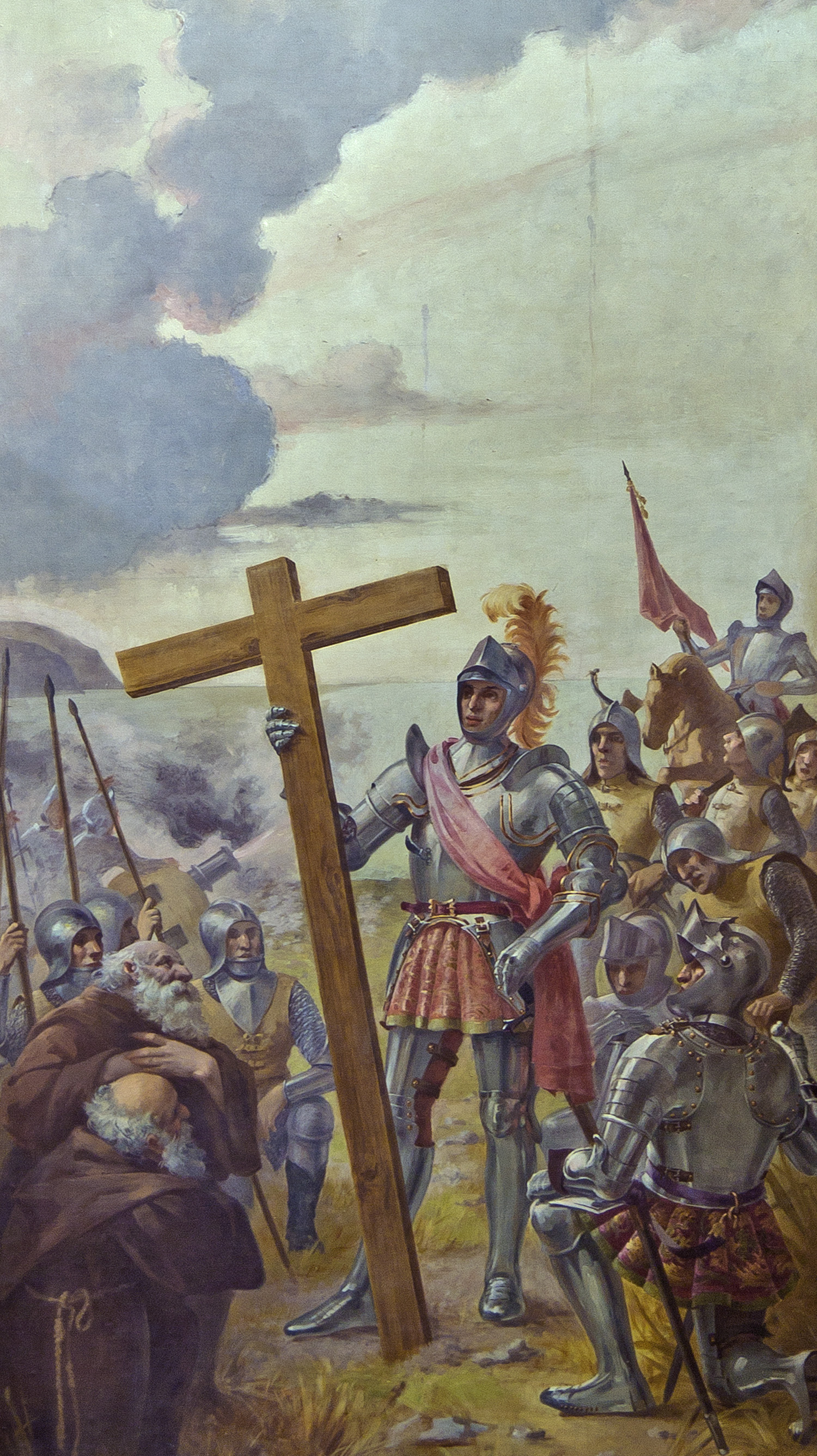
Alonso Luis Fernández de Lugo

Alonso Luis Fernández de Lugo (ur. Sanlúcar de Barrameda, zm. 1525 na San Cristóbal de La Laguna, Wyspach Kanaryjskich) – hiszpański konkwistador, kapitan generalny wybrzeża Afryki, zdobywca wysp La Palma (1492) i Teneryfa (1495), następnie do śmierci rządca Wysp Kanaryjskich.